# 杏黃
杏黃（英語：Apricot）是與杏實顏色相近的黃-橙色系顏色。

## 詞源

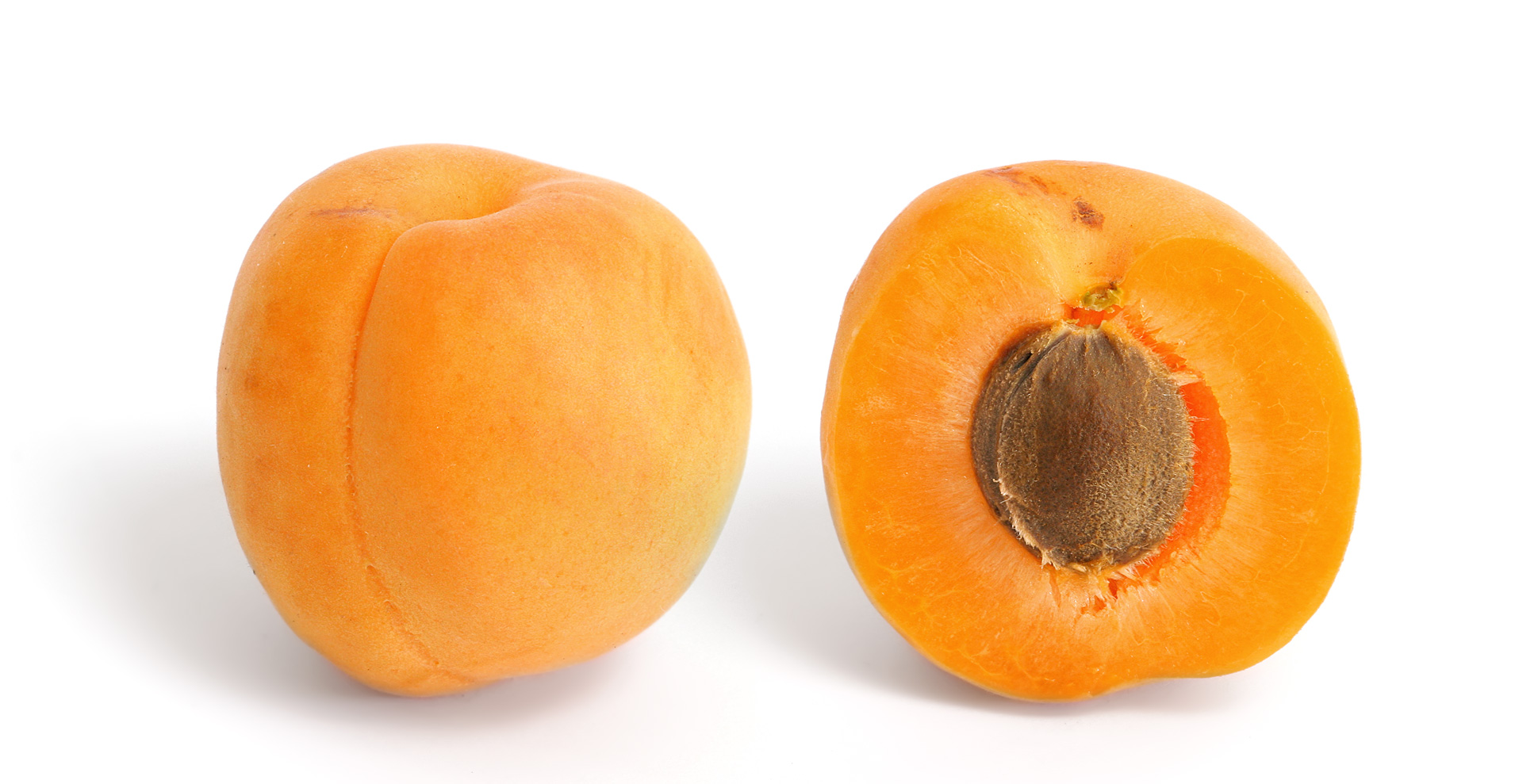
杏實及其剖面

杏色的英語詞apricot來自阿拉伯語Al-birquq （此詞來自希臘語berikokon，可追溯至拉丁語praecoquum）。此一詞用於顏色則始於1851年。

## 種類

### 淺杏黃
右側所示的淺杏黃自1958年起在繪兒樂蠟筆稱為杏黃。

### Mellow apricot
右側顏色為Mellow apricot。
此顏色被列入英國標準5252顏色列表，在上面的顏色為#06E50。 

## 文化
性
- 在手帕準則中配戴杏色頭巾意指其喜豬。[3][4][5]